# Список министров экономического сотрудничества и развития Германии
Данный список представляет глав федерального министерства экономического сотрудничества и развития Германии. Охватывает исторический период с момента основания министерства (в 1961 году) по настоящее время.

## Министры экономического сотрудничества и развития Федеративной Республики Германии, 1961—1990

Герб ФРГ

| Имя                   | Дата вступления в должность | Дата снятия с должности | Партия |
| --------------------- | --------------------------- | ----------------------- | ------ |
| Вальтер Шеель         | 1961                        | 1966                    | СвДП   |
| Вернер Доллингер      | 1966                        | 1966                    | ХСС    |
| Ганс-Юрген Вишневский | 1966                        | 1968                    | СДПГ   |
| Эрхард Эпплер         | 1968                        | 1972                    | СДПГ   |
| Эгон Бар              | 1972                        | 1976                    | СДПГ   |
| Мария Шлай            | 1976                        | 1978                    | СДПГ   |
| Райнер Оффергельд     | 1978                        | 1982                    | СДПГ   |
| Юрген Варнке          | 1982                        | 1987                    | ХСС    |
| Ганс Кляйн            | 1987                        | 1989                    | ХСС    |
| Юрген Варнке          | 1989                        | 1990                    | ХСС    |

## Министры экономического сотрудничества и развитияФедеративной Республики Германия, 1990 — сегодня

Герб ФРГ

| Имя                     | Дата вступления в должность | Дата снятия с должности | Партия |
| ----------------------- | --------------------------- | ----------------------- | ------ |
| Юрген Варнке            | 1990                        | 1991                    | ХСС    |
| Карл-Дитер Шпрангер     | 1991                        | 1998                    | ХСС    |
| Хайдемари Вечорек-Цойль | 1998                        | 2009                    | СДПГ   |
| Дирк Нибель             | 2009                        | 2013                    | СвДП   |
| Герд Мюллер             | 2013                        | 2021                    | ХСС    |
| Свенья Шульце           | 2021                        | 6 мая 2025              | СДПГ   |
| Рим Алабали-Радован     | 6 мая 2025                  | в должности             | СДПГ   |